# Витебская епархия
Ви́тебская епа́рхия (бел. Віцебская епархія) — епархия Белорусской православной церкви. Её территория включает в себя восточную часть Витебской области, в том числе и город Витебск.

## История
По легендарным сведениям местной летописи, в Витебске уже в X веке имелись две церкви, построенные княгиней Ольгой.
Первые каменные храмы в городе Витебске были построены в XII веке, в том числе и церковь Благовещения Пресвятой Богородицы. Первоначально Витебская земля в церковном отношении относилась к Полоцкой епархии, а Витебск стал вторым по значимости центром этой епархии. С конца XV века полоцкий архиепископ носил титул «Полоцкий и Витебский» (в дальнейшем — «Полоцкий, Витебский и Мстиславский»).
В 1563—1579 годах Полоцк занимали войска русского царя Ивана Грозного, при этом полоцкий архиепископ Варсонофий, который подчинялся киевскому митрополиту, в эти годы (1563—1576) пребывал в Витебске. Затем в истории православной церкви в Речи Посполитой, куда в то время входили и Полоцк, и Витебск, начинается сложный этап — была заключена Брестская церковная уния (в результате перехода в унию православных иерархов Полоцкая кафедра оставалась не занятой в 1596—1620 годах, после 1627 и до 1657 года, когда во епископа Полоцкого в Москве рукоположили игумена витебского Маркова монастыря Каллиста). В первой трети XVII века в Витебске закрыты все православные храмы (православные жители города вынуждены были посещать богослужения в находившемся за городской чертой Марковом монастыре).
После вхождения в 1772 году восточных белорусских земель в состав Российской империи существовала Могилёвская (Белорусская) православная епархия, которая в 1833 году была разделена на Полоцкую и Могилёвскую. С 1839 года полоцкие архиереи бо́льшую часть времени находились в Витебске: к примеру, епископ Полоцкий Исидор (Никольский) поселился в витебском Марковом монастыре. В 1843 году кафедральным собором Полоцкой епархии становится Николаевский собор города Витебска, однако правящие архиереи продолжали носить титул «Полоцкий и Витебский».
В 1810 году открывается Витебское мужское духовное училище, а в 1856 году в Витебск переводят Полоцкую духовную семинарию, которая разместилась рядом с Успенским собором. В 1864 году здесь также открылось епархиальное женское училище. С 1872 года в Витебске издавалась газета «Полоцкие епархиальные ведомости». В 1893 году в архиерейском доме при Николаевском соборе начало работу Витебское церковно-археологическое древлехранилище (в числе его членов-учредителей был историк-краевед А. П. Сапунов). В 1904 году в Витебске насчитывалось 35 православных храмов.
После Октябрьской революции 1917 года ситуация в религиозной жизни кардинально изменилась. В 1918—1920 годах в Витебске были закрыты духовная семинария, духовные училища, Свято-Троицкий Марков монастырь. В 1922 году арестован архиепископ Полоцкий и Витебский Иннокентий (Ястребов), в 1923 году в городе Витебске закрываются Успенский собор и Свято-Духовская церковь. В 1931—1932 годах подверглось арестам почти всё православное духовенство Витебска, в том числе и архиепископ Полоцкий и Витебский Николай (Покровский).
В 1930-х годах снесены Успенский собор, Воскресенская (Рынковая) церковь и другие храмы, многие здания закрытых церквей приспособили под клубы, склады и другие нужды или просто пустовали. К 1938 году в Витебске не осталось ни одного действующего храма.
После 1945 года территория Витебщины являлась частью Минской епархии Русской православной церкви, которая с 1952 года охватывала всю территорию Белорусской ССР. Весьма сложными для православной церкви оказались 1960-е годы: так, в Витебске были разрушены бывшие здания Благовещенской церкви и кафедрального Николаевского собора. В городе оставался единственный действующий храм — Свято-Казанская церковь на территории закрытого Маркова монастыря.
Религиозная жизнь на территории Витебской области начала возрождаться с конца 1980-х годов. В 1989 году восстанавливается древняя Полоцкая епархия, во епископа Полоцкого и Витебского был рукоположён игумен Димитрий (Дроздов).
11 июня 1992 года Архиерейский собор Русской православной церкви, состоявшийся в Москве, утвердил решение об образовании Витебской епархии, созданной путём выделения из Полоцкой епархии. На тот момент в пределах территории новой епархии имелось всего 9 храмов, 1 монастырь, служили 12 священнослужителей (при этом в Витебске действовала только одна церковь — во имя Казанской иконы Божией Матери). Правящим архиереем Витебской епархии с 1992 года и до настоящего времени является архиепископ Витебский и Оршанский Димитрий (Дроздов).
25—26 сентября 1998 года Витебскую епархию посетил патриарх Московский и всея Руси Алексий II. Он освятил воссозданную Благовещенскую церковь, храм во имя святого праведного Иоанна Русского и благословил восстановление Успенского собора города Витебска.
С начала 1990-х годов идёт активное воссоздание ранее утраченных и строительство новых храмов, возобновилась монастырская жизнь и вновь открылись духовные учебные заведения, а также воскресные школы. Так, только в Витебске восстановлены Покровский и Успенский соборы, Благовещенская и Воскресенская церкви (всего же в городе действуют более 40 православных храмов, в том числе домовые, включая тюремные и больничные). Возрождены Витебское духовное училище (1996—1998; в 2011 году оно было переведено в Оршу, с 2013 года — Оршанское духовное училище), Витебская духовная семинария (2011), Витебское женское духовное училище (2013).

## Современное состояние
В настоящее время епархия охватывает 11 административных районов Витебской области (Бешенковичский, Витебский, Городокский, Дубровенский, Лепельский, Лиозненский, Оршанский, Сенненский, Толочинский, Чашникский, Шумилинский), а также областной центр — город Витебск. В епархии имеются два округа — Витебский и Оршанский, которые включают в себя 21 благочиние: 6 городских (4 — в городе Витебске и 2 — в городе Орше), 14 районных и одно благочиние монастырей.
Витебская епархия объединяет 185 приходов и 6 монастырей (2 мужских и 4 женских). В 2020 году в ней служили 150 священников и 47 диаконов. Епархиальные учебные заведения — Витебская духовная семинария, Витебское женское духовное училище и Оршанское духовное училище.
Действуют 6 братств, диаконический центр, сестричества, епархиальные библиотеки имени А. П. Сапунова при Витебской семинарии и святой великомученицы Екатерины при Витебском епархиальном управлении, детский православный лагерь «Дружба». Выпускается епархиальная газета «Наше Православие». Традиционно проходят Православный молодёжный фестиваль «Одигитрия» и другие мероприятия (концерты, чтения, крестные ходы).
Правящий архиерей Витебской епархии с 7 июля 1992 года — архиепископ Витебский и Оршанский Димитрий (Дроздов) (в 1992—1999 годах — епископ Витебский и Оршанский; до этого, в 1989—1992 годах — епископ Полоцкий и Витебский).

## Архиереи
- Димитрий (Дроздов) (с 7 июля 1992)

Викарии
- Петр (Карпусюк), епископ Друцкий (11 апреля 2006 — 25 декабря 2013)
- Евсевий (Тюхлов), епископ Друцкий (c 13 октября 2022)

## Благочиннические округа
- Николаевский г. Витебска
- Петропавловский г. Витебска
- Алексеевский г. Витебска
- Серафимовский г. Витебска
- 1-й Витебский районный
- 2-й Витебский районный
- Бешенковичский
- Городокский
- Дубровенский
- Лепельский
- Лиозненский
- Центральный г. Орши
- Железнодорожный г. Орши
- 1-й Оршанский районный
- 2-й Оршанский районный
- Сенненский
- Толочинский
- Чашникский
- Новолукомльский
- Шумилинский
- Монастырский[1]

## Монастыри
- Свято-Троицкий Марков мужской монастырь (г. Витебск)
- Свято-Богоявленский Кутеинский мужской монастырь (г. Орша)
- Свято-Духов женский монастырь (г. Витебск)
- Свято-Успенский Тадулинский женский монастырь (д. Слобода Витебского района)
- Свято-Успенский женский монастырь (г. Орша)
- Свято-Покровский женский монастырь (г. Толочин)[1][13][14]